# Bondage

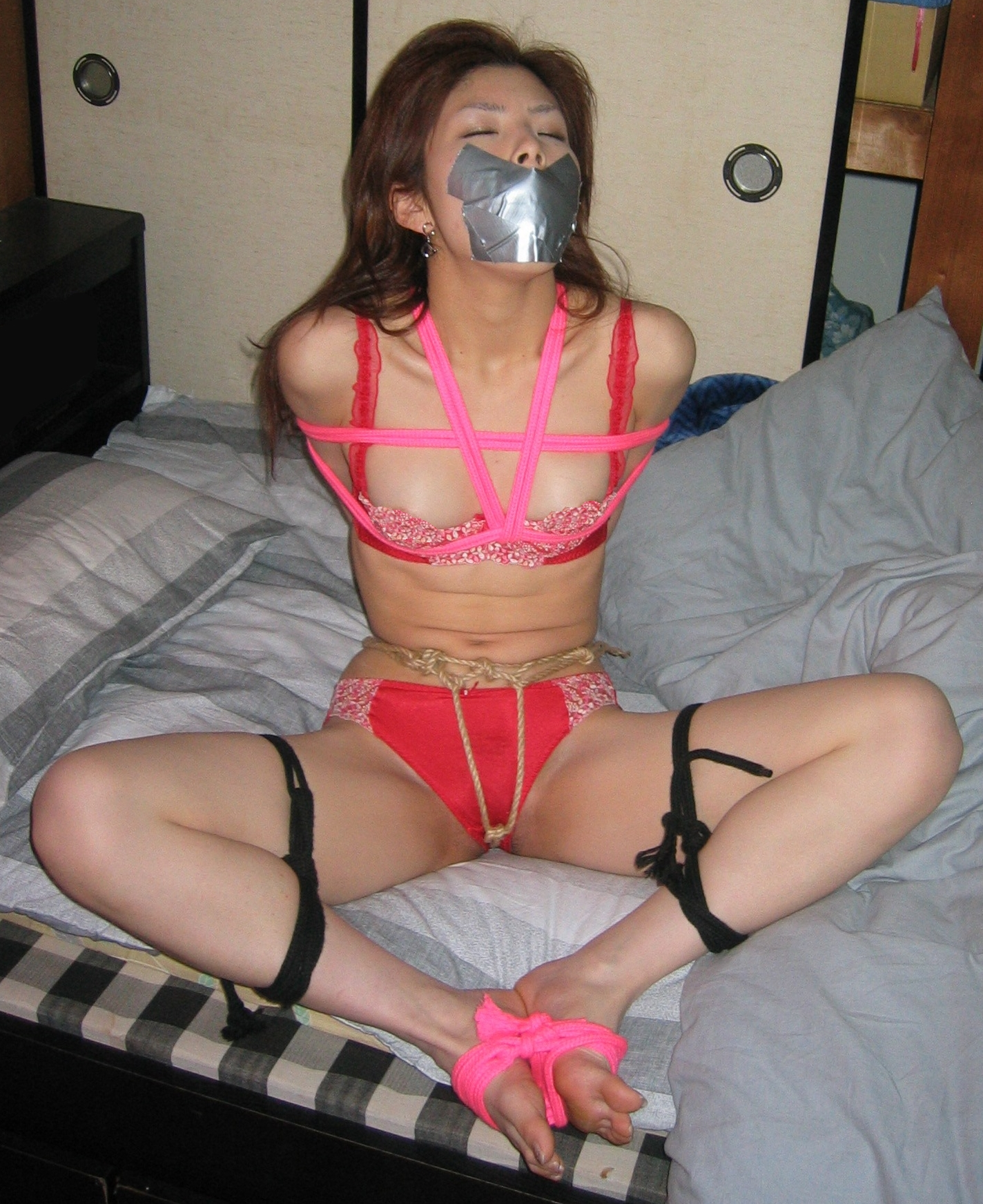

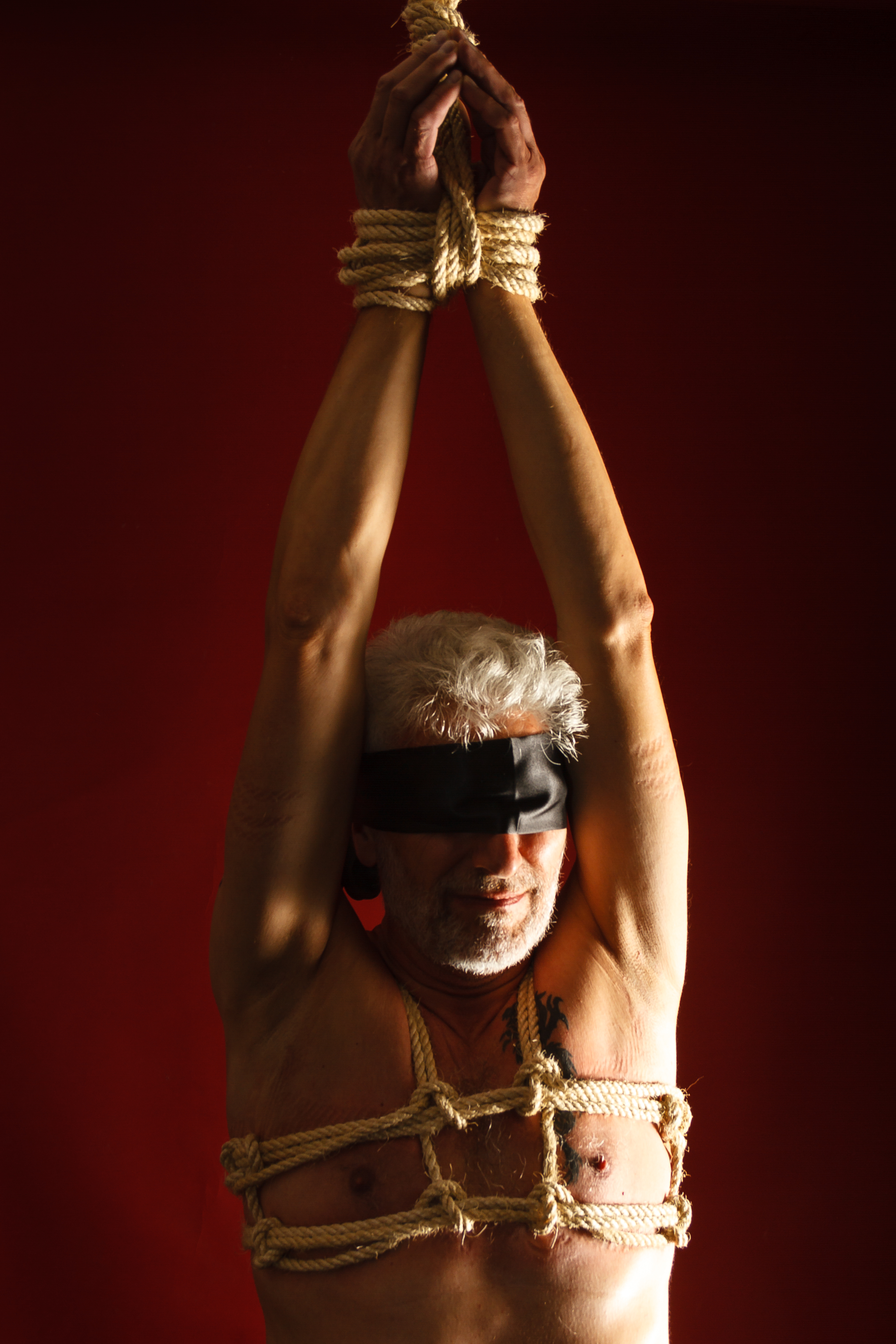

Bondage bezeichnet Praktiken zur Fesselung oder Einschränkung der Bewegungsfreiheit des Körpers beim BDSM. Die Bezeichnung stammt aus dem Englischen und steht dort unter anderem für „Unfreiheit“ oder „Knechtschaft“. Das Ziel ist die sexuelle Stimulation; es gibt allerdings Sonderformen, bei denen Bondage aus ästhetischen oder anderen Gründen eingesetzt wird. Der selten verwendete Ausdruck Vincilagnia (aus dem Lateinischen: vincio, „ich fessele“ und dem Altgriechischen: λαγνεία (lagneia), „Wollust“) bezeichnet die sexuelle Erregbarkeit durch Restriktionen oder Fesselungen.

## Grundlagen

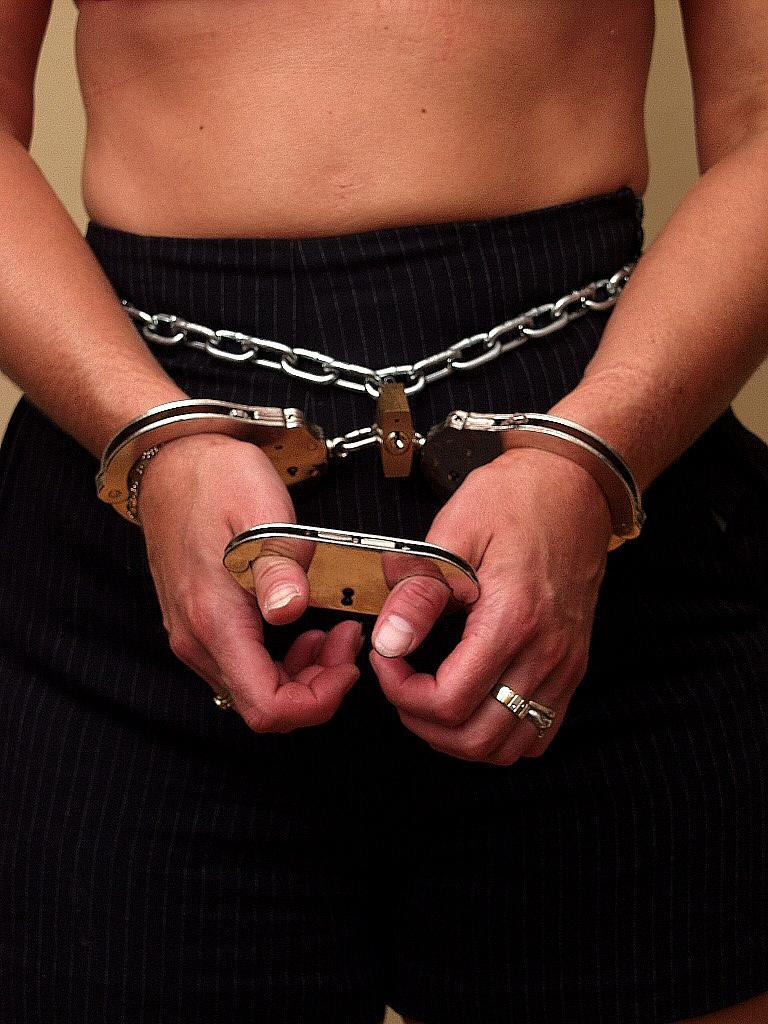
Modell, gefesselt mit Hüftkette, Hand- und Daumenschellen

Bondage wird mit allen seinen Varianten im mehrschichtigen Akronym BDSM durch den Buchstaben B repräsentiert. Das Akronym setzt sich zusammen aus Bondage & Disziplin, Dominanz & Submission, Sadismus & Masochismus. Bondage spielt in allen diesen Bereichen eine Rolle, kann aber auch losgelöst von den anderen Praktiken des BDSM als eine eigenständige Praktik ausgeübt werden. Sexualität und Erotik ist ein wichtiger Aspekt innerhalb des Bondage, allerdings sind sie häufig nicht Selbstzweck. Weitere Schwerpunkte können in der Ästhetik, der Empfindung und der Konzentration gesetzt werden.
Wie in allen anderen Bereichen des BDSM wird während der eigentlichen Handlung, hier der Fesselung, die Gleichberechtigung der Partner aufgehoben. Derjenige, der sich fesseln lässt (Bunny oder Bottom), gibt die Kontrolle und Eigenständigkeit für einen definierten Zeitraum an denjenigen ab, der aktiv fesselt (Rigger oder Top). Der für diese Machtübertragung im Jargon der Subkultur oft verwendete Begriff lautet Power Exchange, der Zeitabschnitt wird oft als Session oder Bondage-Session bezeichnet. Dieser Übergang in eine vom Machtgefälle geprägte Phase findet prinzipiell freiwillig und einvernehmlich statt, während die Handlung selbst mit angepassten Sicherheitsmaßnahmen oder einem für die Beteiligten akzeptablen Risiko durchgeführt wird. Im Sprachgebrauch der BDSM-Szene haben sich hierfür die Leitsätze „Safe, Sane, Consensual“ (SSC) beziehungsweise „Risk aware consensual Kink“ (RACK) etabliert. Die Einwilligung und die Einvernehmlichkeit unter den Beteiligten unterscheidet die erotische Fesselung rechtlich und ethisch von der Freiheitsberaubung oder Straftaten gegen die sexuelle Selbstbestimmung (wie beispielsweise sexuelle Nötigung).

## Motivation und Verbreitung

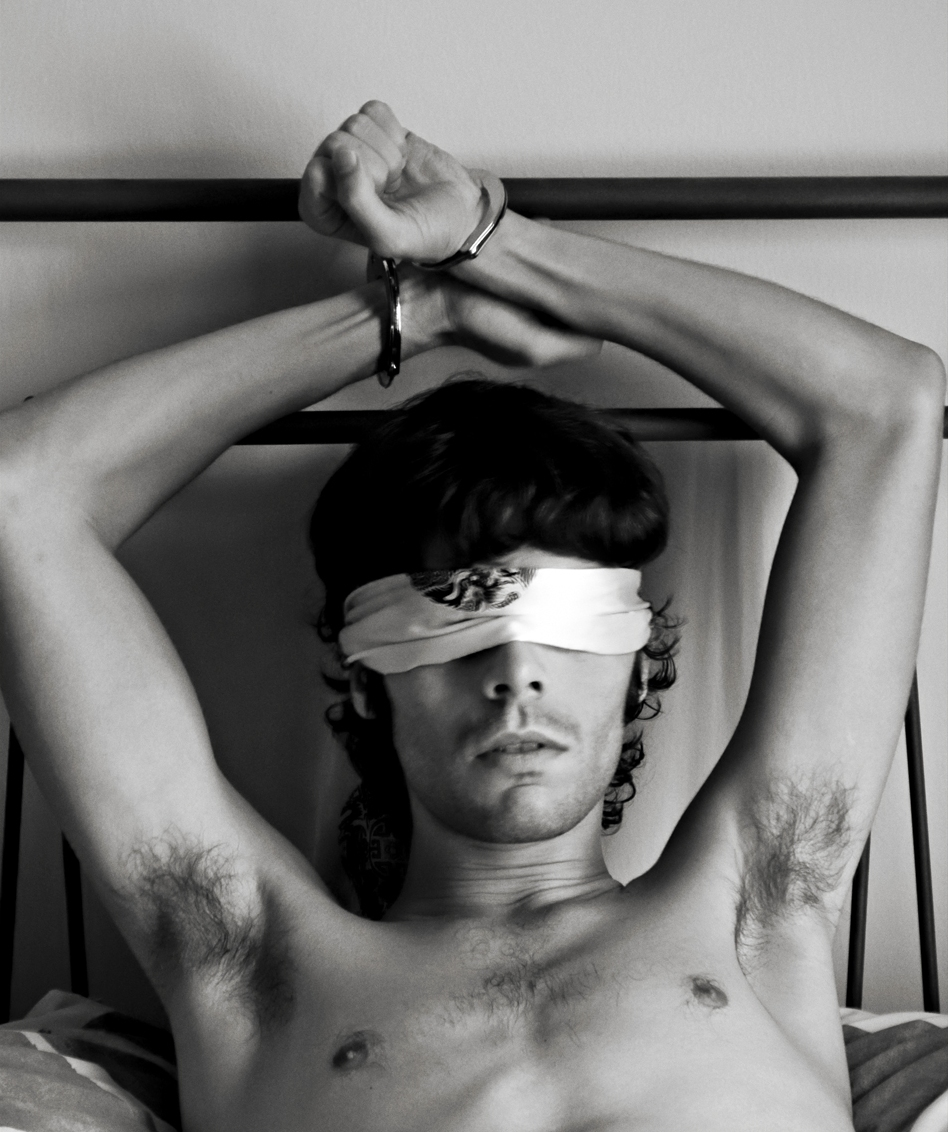
An ein Bettgestell gefesselter Mann mit verbundenen Augen

Bondage ist eine der bekanntesten Praktiken aus dem Spektrum der BDSM-Spielarten und wird vielfach mit anderen Praktiken kombiniert. Dabei reichen die angewandten Techniken von der spielerischen Verwendung innerhalb der nicht BDSM-bezogenen Sexualität, dem sogenannten Vanillasex, bis hin zur professionellen Anwendung und Vorführung durch japanische Bondagekünstler. Bondage kann Vorspiel eines erotischen Rollenspiels sein, als einzige Praktik innerhalb einer Session angewandt werden oder als ästhetisches Element außerhalb einer sexuellen Handlung oder Session eingesetzt werden.
Wie bei vielen Studien über menschliches Sexualverhalten und sexuelle Phantasien sind nicht alle verfügbaren Untersuchungen zuverlässig wissenschaftlich fundiert, beispielsweise stammen sie aus Newsgroups oder basieren auf Umfragen in Szenemagazinen, teilweise sind die Untersuchungen veraltet. Durch die Nähe der sadomasochistischen Praktiken zum Bondage wurde eine statistische Trennung in Umfragen und Studien nur selten vorgenommen.
1995 wurde in Schweden eine Analyse der Psychologen Ernulf und Innala veröffentlicht, die das Verhalten der Mitglieder der bondagebezogenen Newsgroup alt.sex.bondage darstellte. Die überwiegende Anzahl der Beiträge (76 %) stammten von Männern, die aktive Rolle bei der erotischen Fesselung wurde von 71 % der heterosexuellen Männer, 11 % der heterosexuellen Frauen und 12 % der homosexuellen Männer bevorzugt. 29 % der heterosexuellen Männer, 89 % der heterosexuellen Frauen und 88 % der homosexuellen Männer gaben an, sich fesseln zu lassen. Ein Drittel der Befragten übten im Zusammenhang mit Bondage sadomasochistische Praktiken aus oder verstanden diese Praktiken als zusammengehörig.

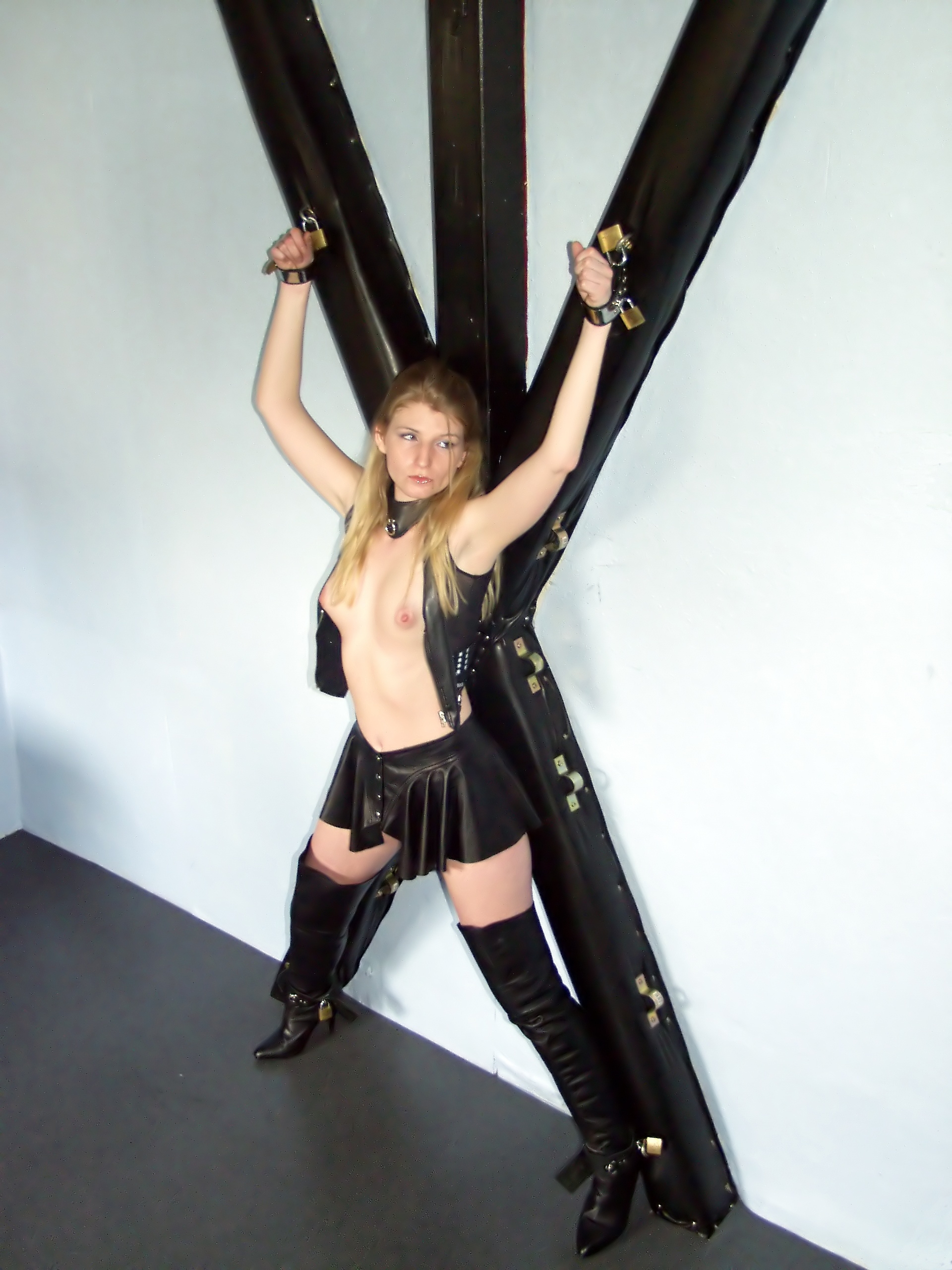
Fesselung an ein Andreaskreuz

Bei der Befragung von US-amerikanischen Studenten durch eine Zeitschrift gaben im Jahre 1996 24 % der Befragten an, sexuelle Phantasien zu haben, die von Bondage handelten, geführt von homo- und bisexuellen Männern mit 40 %, lesbische und bisexuelle Frauen folgten mit 32 %, während die Zahl bei heterosexuellen Frauen auf 24 % und bei heterosexuellen Männern auf 21 % abfiel. Praktische Erfahrungen mit Bondage hatten 48 % der lesbischen und bisexuellen Frauen, 34 % der homo- und bisexuellen Männer und 25 % aller Heterosexuellen. Noch 1985 kamen Studien in den USA zum Ergebnis, dass etwa die Hälfte aller Männer Bondagespiele für erotisch halten, aber nur 11 % der männlichen und der weiblichen amerikanischen Durchschnittsbevölkerung hatten laut des 1993 erschienenen Janus Report on Sexual Behavior Erfahrungen mit Bondage gemacht.
Die Gründe, warum Menschen sich fesseln lassen, sind vielfältig. In der weitgehenden körperlichen Passivität fühlen sich manche Menschen frei, können sich dabei auf ihr Inneres konzentrieren und kommen zur Ruhe, wie ein Teilnehmer an einer Studie zur Motivation beschreibt: Some people have to be tied up to be free (engl. „Manche müssen gefesselt werden, um frei zu sein“). Andere Menschen empfinden Ohnmacht, kämpfen gegen die Fesseln an und empfinden teilweise darüber hinaus ein masochistisches Vergnügen an den Begrenzungen und Schmerzen (Lustschmerz) sowie der symbolischen Herabsetzung oder des unabwendbaren Zugriffs für erotische Stimulationen durch den Partner.
Die Gründe für den aktiven Menschen, seinen Partner zu fesseln, liegen meist im Vergnügen an der erotischen Unterordnung seines Partners und dem dabei subjektiv empfundenen Machtgefälle und dessen Visualisierung. Für den Sadomasochisten ist Bondage häufig Mittel zum Zweck, beispielsweise um die gefesselte Person für darauf folgende sadomasochistische Praktiken wehrlos und fixiert zu wissen. Auch Optik und Haptik können eine Rolle spielen, Fesselungen aus dem ästhetischen Empfinden heraus sind häufig.

## Sicherheit

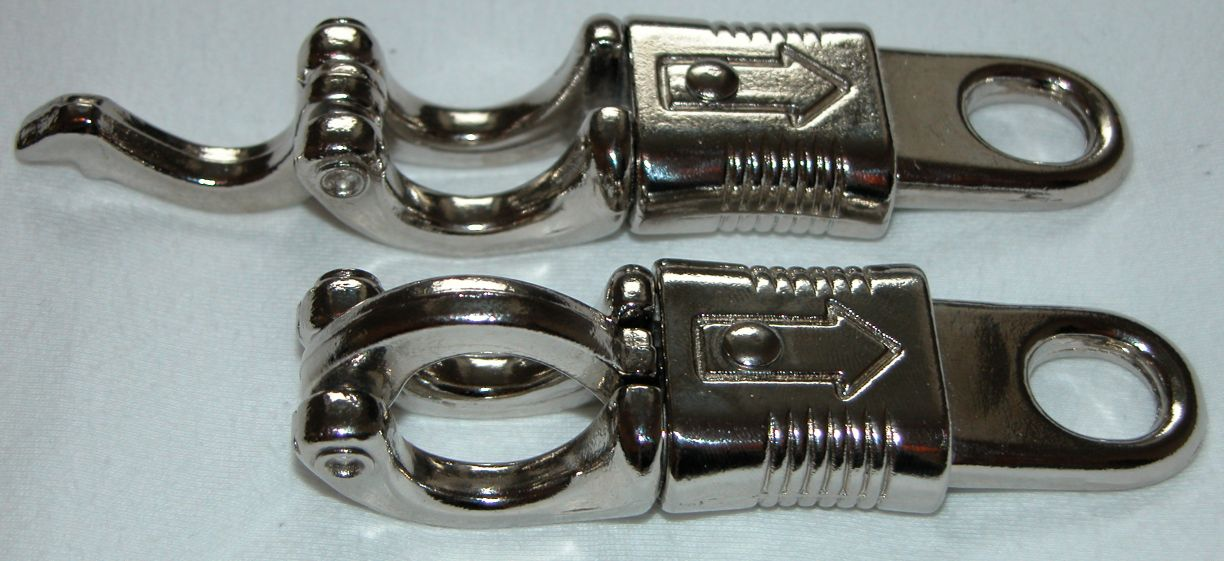
Panikhaken

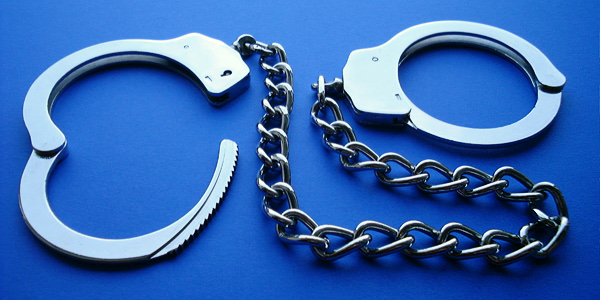
Typische Fußschellen

Um Gesundheitsschäden auszuschließen, sollten bei allen Bondage-Aktionen Vorsichtsmaßnahmen getroffen werden. BDSM-Ratgeber empfehlen, die persönlichen Grenzen abzusprechen und ein Codewort oder Codezeichen für Notfälle zu vereinbaren, in denen das Spiel sofort abgebrochen werden muss. In Deutschland wird bei Partys das Wort „Mayday“ als allgemeingültiges Safeword anerkannt. Neben grundlegenden und weitgehend allgemein gültigen Sicherheitsmaßnahmen im BDSM und Safer Sex sind im Bondage noch einige spezifische Sicherheitsregeln etabliert.
Eine wesentliche Bedingung für eine gelungene und für Aktive und Passive zufriedenstellende Fesselung ist das volle Vertrauen aller Beteiligten zueinander. Da die passive, gefesselte Person dem aktiven Partner gegebenenfalls hilflos ausgeliefert ist, muss sie sich uneingeschränkt auf die vereinbarten Grenzen und auf die Gültigkeit des Safewords verlassen können. Umgekehrt muss sich der aktive Part darauf verlassen können, dass der Passive in der Lage ist, vorab eine realistische und selbstbewusste Einschätzung seiner Möglichkeiten und vor allem eventueller gesundheitlicher und mentaler Einschränkungen abzugeben. Diese vor der eigentlichen Session stattfindende Kommunikation über Wünsche, Grenzen und Vorstellungen wird als Negotiation bezeichnet, sie ist ein wesentlicher Faktor für die Sicherheit.
Grundsätzlich können Unfälle und dauerhafte gesundheitliche Schäden durch die Anwendung einfacher Sicherheitsmaßnahmen und ein Mindestmaß anatomischer Kenntnisse vermieden werden. Einfachste Vorsichtsmaßnahmen sind zum Beispiel das Bereitlegen einer Verbandschere, sicheres Aufbewahren von Zweitschlüsseln für Schlösser und Handschellen oder das Vermeiden von Fesselungen an Hals und Gelenken, um Ohnmachten und bleibende Nervenschäden zu verhindern.
Viele in Bondagefotos und -videos dargestellte, besonders eindrucksvolle Szenen wurden von Experten, die man als Rigger bezeichnet, inszeniert und sollten nicht ohne genaue Kenntnis der Technik, grundlegendes anatomisches und physikalisches Wissen sowie eine entsprechende Erfahrung nachgeahmt werden. Dies gilt insbesondere für die Grenzregionen des Bondage und des BDSM, die mit den Ängsten des Gefesselten spielen, Atemkontrolle einsetzen oder Tötungsszenarien andeuten. Auch einige der sehr kunstvollen japanischen Bondages sind erst nach jahrelanger Erfahrung und Erreichen eines sehr hohen fachlichen Niveaus für den Passiven ungefährlich oder zumindest risikooptimiert durchführbar.
Als besonders risikoreiche Sonderform des Bondage gilt die Selbstfesselung. Self-Bondage, der übliche Begriff, ist eine Art des Bondage, bei der eine Person sich selbst fesselt, um daraus sexuelle Befriedigung zu erhalten. Für ein möglichst authentisches Gefühl des Gefesselt-Seins werden teilweise Zeitschaltuhren verwendet, Schlüssel in Eisblöcke eingefroren oder selbstentwickelte Gerätschaften angewendet, um die Fesselung innerhalb eines gewissen Zeitfensters nicht selbst wieder entfernen zu können (sogenanntes Tunnelspiel). Unter Sicherheitsaspekten ist Self-Bondage in Extremfällen problematisch und hoch gefährlich, denn dabei wird eine der grundlegenden Sicherheitsregeln des Bondage – „eine gefesselte Person niemals alleine lassen“ – von vornherein verletzt. Eine Fesselung, die der Gefesselte im Notfall selbst nicht schnell genug lösen kann, kann zu schwerwiegenden und irreversiblen körperlichen Schäden führen. Insbesondere Fesselungen, die mit Asphyxie kombiniert werden, um durch den Sauerstoffmangel den Orgasmus zu verstärken, haben in der Vergangenheit immer wieder zu Todesfällen geführt.

## Arten
Bondage kann auf Grund seiner Vielschichtigkeit und Verbreitung in unterschiedliche Arten eingeteilt werden, die über die verwendete Technik und das Material jedoch keine oder nur bedingte Aussage machen, sondern die Einteilung erfolgt nach Zweck oder Motivation der Fesselung:
Zweckbondage
gehört zu den außerhalb des BDSM bekanntesten Varianten und bezeichnet die Fesselung zur Fixierung des Partners, beispielsweise, um ihn für ein nachfolgendes Spanking bewegungsunfähig zu machen. Ist das Bondage reiner Selbstzweck, um den Bottom beispielsweise in einer unangenehmen Position verharren zu lassen, handelt es sich nicht um Zweckbondage.
Zierbondage

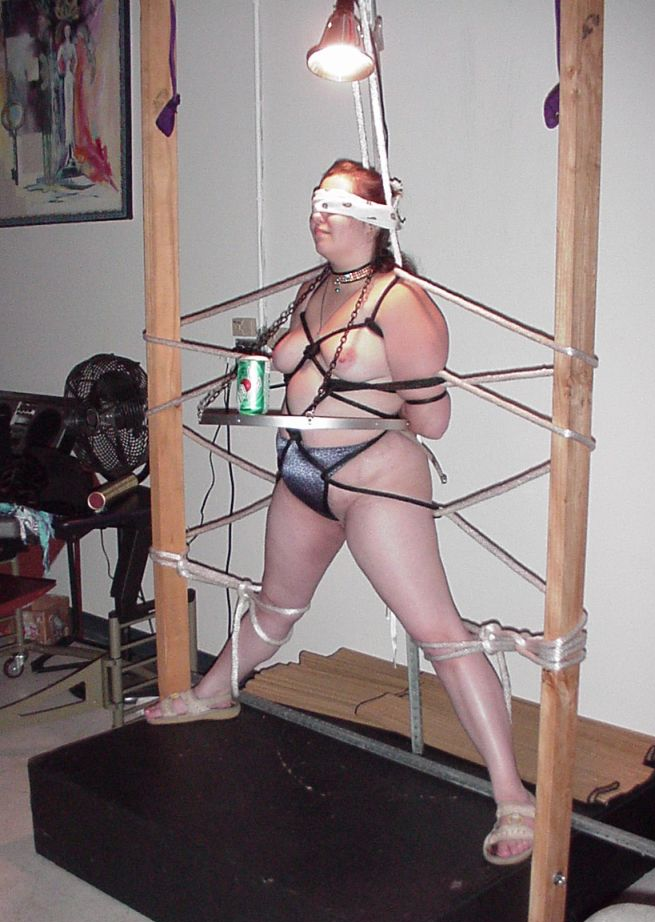

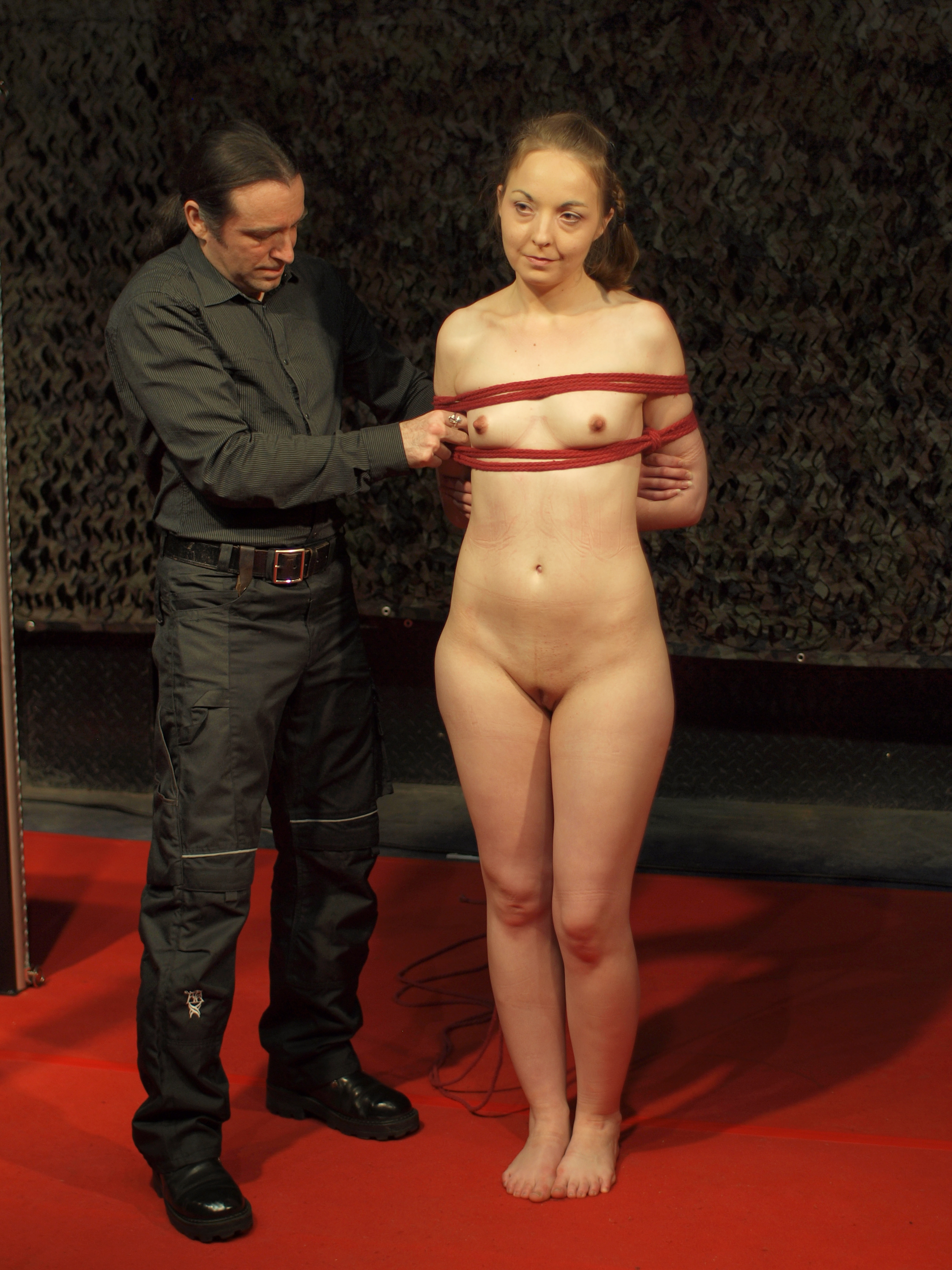

werden Bondages genannt, die als dekoratives Element verwendet werden, beispielsweise für Fotografien, zur Betonung bestimmter Körperteile oder als „Kleidungsstück“ auf einer Fetischparty.
Folterbondage
Hat das Ziel, den Bottom in eine unangenehme oder schmerzhafte Lage zu bringen, möglicherweise als Strafe oder als eigenständiges Element des sexuellen Spiels. Jede Fesselung kann, sofern sie über einen längeren Zeitraum angewandt wird, den Charakter einer Folterbondage annehmen. Über die Häufigkeit des Einsatzes dieser Art lässt sich nur spekulieren, sie wird jedoch überproportional häufig, vor allem in japanischen Zeichnungen und Fotografien, dargestellt.
Meditative Form
ist eine seltene Form im europäischen Bondage. Im Shibari ein wichtiger, möglicherweise aus der mönchischen Tradition heraus entstandener Ansatz, bei dem nicht der körperliche, sondern der geistige Zustand des Bottom im Mittelpunkt des Interesses steht.

## Techniken

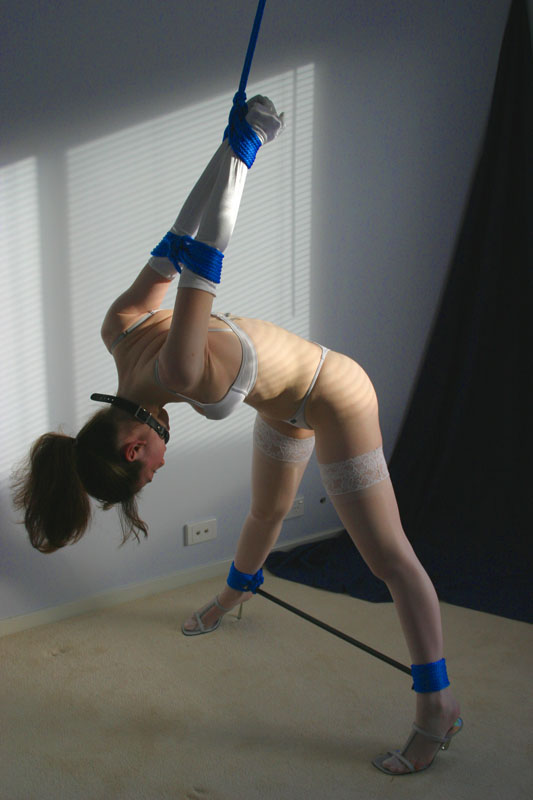
Fesselung: Strappado

### Hauptkategorien
Bondage-Techniken unterteilen sich in sechs Hauptkategorien.
- das Zusammenbinden von Körperteilen (beispielsweise mit Handschellen oder Seilen)
- das Auseinanderspreizen des Körpers oder von Körperteilen (zum Beispiel am Andreaskreuz oder mit Spreizstange)
- das Festbinden an andere Gegenstände (beispielsweise Andreaskreuz, Streckbänke, Stühle oder Tische)
- das Aufhängen des Körpers (umgangssprachlich Hängebondage oder suspension bondage)
- die Bewegungseinschränkung (zum Beispiel durch Fesselrock, Humbler oder Korsett)
- das Einpacken beziehungsweise Einwickeln einzelner Körperteile oder des ganzen Körpers beispielsweise mit Stoff, Klebeband oder Frischhaltefolie.[16] Die Verwendung eines Fesselsacks oder Vakuumbetts gehört ebenfalls zu dieser Kategorie. Diese teilweise sicherheitstechnisch anspruchsvolle Form wird als Mumifizierung bezeichnet.

### Techniken mit dem Seil

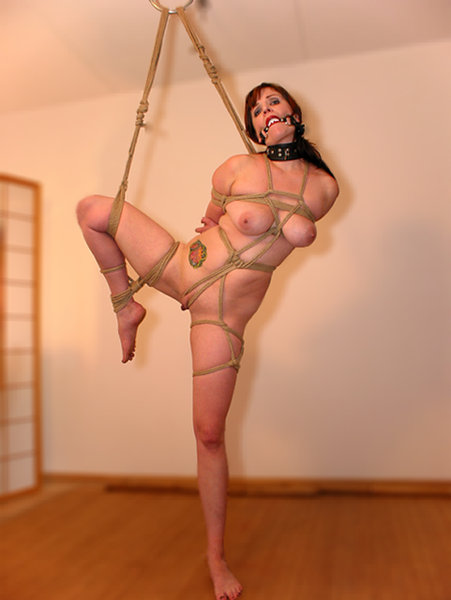
Seilbondage

Eine weitere Einteilungsmöglichkeit für die Bondagetechniken mit Seilen ist über deren Verwendung in der Fesselung.
Wickelbondage
entsteht durch das Umwickeln von Körper oder Körperteilen. Seile werden einfach um den Körper oder Körperteile gewickelt.
Weaving
(von engl. to weave=weben) beschreibt eine komplizierte Technik, bei der das Seil meist in zwei Schritten angelegt wird, erst werden die Seile in Zickzack-Form auf dem Körper angebracht und anschließend mit einem zweiten Seil durchwoben.
Doppelseiltechnik
ist eine Möglichkeit, mit einem doppelt gelegten Seil recht zügig viele, oft dekorative Windungen zu bilden.
Einseiltechnik
ist eine weniger riskante Technik, vor allem für zweckorientierte Fesselungen, die mit nur einem Seil durchgeführt wird.

### Sprachgebrauch/Fesselungen
Innerhalb des amerikanisch-europäischen Bondage haben sich für bestimmte Fesselungen feststehende Begriffe entwickelt. Wie in vielen Bereichen des BDSM ist auch in der deutschsprachigen und europäischen Subkultur die Verwendung englischsprachiger Begriffe weit verbreitet, obwohl etliche der Positionen (jap. kata) oder Knoten (jap. Musubime) ursprünglich aus dem asiatischen Bondage stammen. Beispiele für einige einfache Fesselungen sind der Spread Eagle (engl. gespreizte Gliedmaßen), bei dem alle Extremitäten ausgestreckt beispielsweise an den Bettpfosten befestigt werden, der Hogtie (engl. Nutztierfesselung), der die Handgelenke hinter dem Rücken an das jeweils gegenüberliegende Fußgelenk fesselt oder Teardrop (engl. Träne), bei dem die Handgelenke bauchseitig an die Fußgelenke fixiert werden. Häufig findet auch das Schrittseil (engl. crotch rope) für Frauen Erwähnung, bei dem ein Seil zwischen den Labien hindurch gezogen wird, um Druck auf die Genitalien auszuüben oder Dildos zu fixieren. Auch wenn innerhalb des deutschsprachigen BDSM eigene Bezeichnungen verwendet werden, sind die englischen meist bekannter und weitaus üblicher. Ein Beispiel ist Schmetterlingsstellung für den englischen Ausdruck Butterfly, bei der die Hände des auf dem Rücken liegenden Partners an die Fußgelenke gefesselt werden (ähnlich einem Frogtie).

### Sonderformen

#### Japanisches beziehungsweise asiatisches Bondage

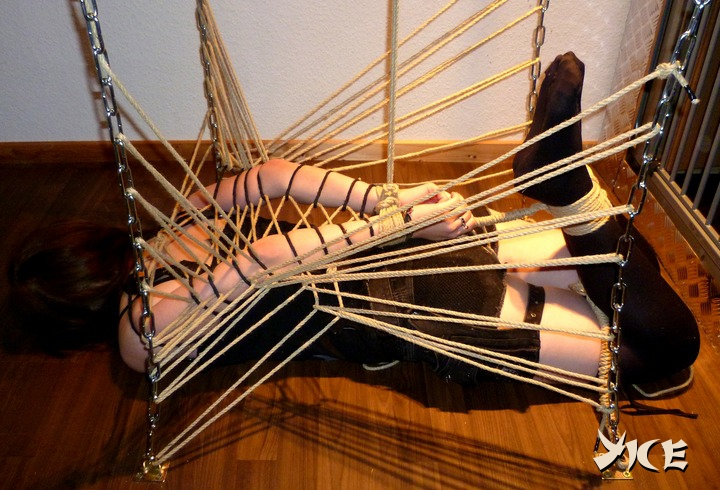
Kunstvolle Seil-Bondage

Das japanische Bondage oder Shibari ist die wichtigste Sonderform. Der Hauptzweck der japanischen oder auch asiatischen Bondage ist – neben der Immobilisation – das Schaffen eines „Gesamtkunstwerks“ aus Partner und Seil. Rigger, die ein hohes künstlerisches Niveau und Ausprägung anstreben, versuchen zwischen der Haltung des gefesselten Menschen und dem Seilmuster eine Übereinstimmung zu finden, die eine emotionale Aussage transportiert. Im Westen wird dieser Ansatz weniger berücksichtigt. Inzwischen findet der Begriff japanisches Bondage in Europa für alle Bondageformen Verwendung, die ein ästhetisches Moment beinhalten. Diese müssen nicht zwangsläufig nur östlichen Einflüssen entspringen. In der Reinform wird das Bondage ausschließlich mit Jute- oder seltener auch Hanfseilen (jap. Asanawa) durchgeführt. Die Seilführung folgt bestimmten tradierten Regeln, so sollen Stricke möglichst parallel verlaufen, ohne Zwischenraum aneinander liegen und eng am Körper anliegen.
Über die Herkunft und Entwicklung des japanischen beziehungsweise asiatischen Bondage gibt es verschiedene Theorien. Eine geht davon aus, dass es sich um eine Weiterentwicklung des Hojōjutsu handelt, die als Strafe für Verbrechen und zur Folter von Kriegsgegnern entwickelt wurde. Eine andere Theorie sieht den Ursprung dieser Bondageform in den mittelalterlichen Klöstern Japans, bei denen die Fesselungen zur Unterstützung der Meditation sowohl des Fesselnden als auch des Gefesselten eingesetzt wurden, ähnlich den Steingärten, die unablässig mit dem Rechen neugeformt werden. Dieser meditative Ansatz fehlt in der westlichen Adaption der japanischen Bondage fast völlig.

#### Andere Sonderformen
Weitere Sonderformen unterscheiden sich unter anderem durch selten verwendete Materialien und/oder eine spezielle Zielsetzung. Zum Beispiel wird beim Fadenbondage ausschließlich leicht reißender Faden verwendet. Zweck der Fesselung ist das Einhalten einer bestimmten Position durch die Konzentration und den Willen des Gefesselten und nicht die tatsächliche Bewegungseinschränkung. Eine weitere Sonderform, die spezielle Techniken oder Wissen voraussetzt, ist die allgemein zum Mumifizieren zu rechnende Gipsbondage.

## Materialien & Mittel
Verwendet werden kann jedes beliebige Material, mit dem sich jemand fixieren oder in seiner Bewegung einschränken lässt. Je nach Vorliebe und Nähe der Spielpartner zur BDSM-Szene kommen dabei Alltagsgegenstände oder spezielles Bondageequipment zur Verwendung. Eines der am häufigsten eingesetzten Mittel ist das verbale Bondage, dies können sowohl aktuelle situationsbezogene Befehle oder Anweisungen als auch innerhalb der Beziehung dauerhaft festgelegte Regeln sein, die die Bewegungsfreiheit des passiven Partners begrenzen.
Im Bereich des weniger von sadomasochistischen Praktiken geprägten Bondage und im Vanillasex finden oft alltägliche Materialien Verwendung, beispielsweise Seidentücher, Schals, Strumpfhosen, Krawatten und Gürtel. Diese weichen Materialien werden auch als Augenbinden genutzt, darüber hinaus gibt es für diesen Zweck speziell hergestellte Augenmasken, zum Beispiel Schlafmasken.

### Seile

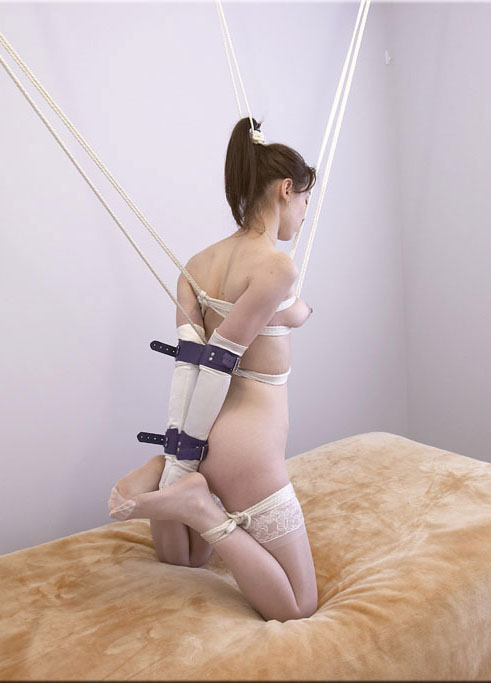
Vertikaler Hogtie mit Seilen

Neben Ketten sind Seile im Bereich BDSM als Mittel der physischen Fesselung weit verbreitet. In der westlichen Bondage kommen fast alle Seilarten zum Einsatz, darunter solche aus Baumwolle, Kunstfasern oder anderen Materialien. Im Gegensatz dazu finden im Shibari fast ausschließlich Hanf- und Juteseile Verwendung. Gerade im letzteren Bereich werden die Seile vor der ersten Anwendung häufig vorbehandelt, um sie möglichst weich und geschmeidig zu machen. Mitunter werden die verwendeten Seile geflämmt oder leicht mit Ölen benetzt. Im Umgang mit Seilen als Fesselmaterial sind neben den allgemeinen Verletzungen durch eine Fesselung auch Verbrennungen durch Reibungswärme, die sogenannten rope burns, möglich. Zur schnellstmöglichen destruktiven Befreiung aus Seilen wird ein griffbereites geeignetes Schneidewerkzeug, wie zum Beispiel eine Kleiderschere, empfohlen.

### Metall und Holz
Metall (häufig Edelstahl) wird im Bondage häufig verwendet, insbesondere als Handschellen, Fußschellen, Daumenschellen, Hooks (mit einseitig angebrachten Kugeln versehene Haken, die in verschiedene Körperöffnungen eingeführt werden können) und Ketten, die häufig mit anderen Materialien kombiniert werden. Neben der hohen Zugfestigkeit des Materials und der Flexibilität, etwa durch den Einsatz von Karabinern, spricht Metall manche Menschen auch wegen der typischen Rasselgeräusche und der Unnachgiebigkeit der Fesselung an. In BDSM-Erzählungen und Comics werden Ketten oft mit historischen Folter- oder auch Gefängnisszenarien in Verbindung gebracht. Verwendet werden auch sogenannte Schnellfesseln oder Kabelbinder, die ebenfalls zu den harten Materialien zu rechnen sind. Diese Materialien können direkt auf der Haut deutliche Druckstellen hinterlassen und sind aufgrund ihrer Unnachgiebigkeit nur mit Vorsicht an Gelenken oder über längere Zeit anzuwenden. Ketten sollten aus geschweißten Kettengliedern bestehen, um sich nicht unter Belastung aufzubiegen. Ebenso findet man gelegentlich Andreaskreuze, Spreizstangen, Streckbänke, Strappados, Pranger, Galgen und dergleichen aus Metall oder Holz.

### Leder, Latex und Lack
Insbesondere Produkte aus Leder sind durch ihre Anschmiegsamkeit und Reißfestigkeit ein wichtiges Element im Bondage. Die Einfachheit der Pflege und die Möglichkeit, Leder problemlos beschaffen und verarbeiten zu können, machen Leder zu einem beliebten Material für selbst hergestelltes Bondageequipment. Manche Menschen bezeichnen Leder, Lack oder Latex als ihren Fetisch und verwenden diese Materialien deshalb bevorzugt in ihren Fesselungen, dies können beispielsweise abschließbare Manschetten, Gurte oder Halsbänder sein. Es gibt spezielle Bondagekleider, -hosen oder -säcke aus diesen Materialien sowie entsprechendes Equipment für bestimmte Rollenspiele, die zur Fesselung verwendet werden können, beispielsweise werden im Ponyplay Harnesse verwendet, die in nicht rollenspielgebundenen Fesselungen übernommen wurden.

### Knebel/Masken

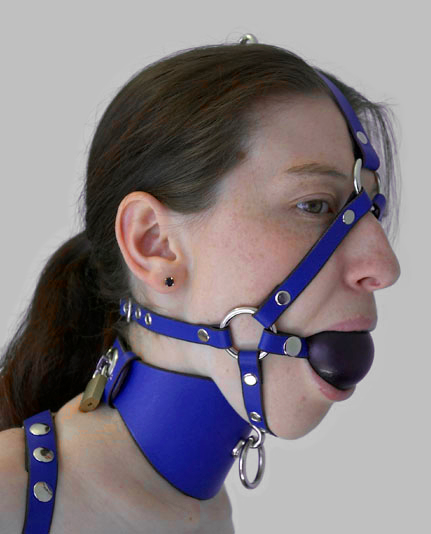
Gummi-Ballknebel

Im weiteren Sinne gehören Spiele mit Knebeln (engl. gags) in den Bereich Bondage. Beliebt sind Ball-, Ring-, Bit- und Penisknebel in verschiedenen Größen und Farben sowie aufblasbare Ballonknebel. Als Knebel werden auch Klebeband (auch Tape oder Duct Tape genannt), Wäschestücke und Tücher beziehungsweise Seidentücher verwendet. In Masken, die aus verschiedenen Materialien bestehen können, sind häufig Knebel eingebaut. Durch angebrachte D-Ringe oder Ösen kann die Maske selbst dazu dienen, den Kopf zu fixieren.

### Andere Materialien

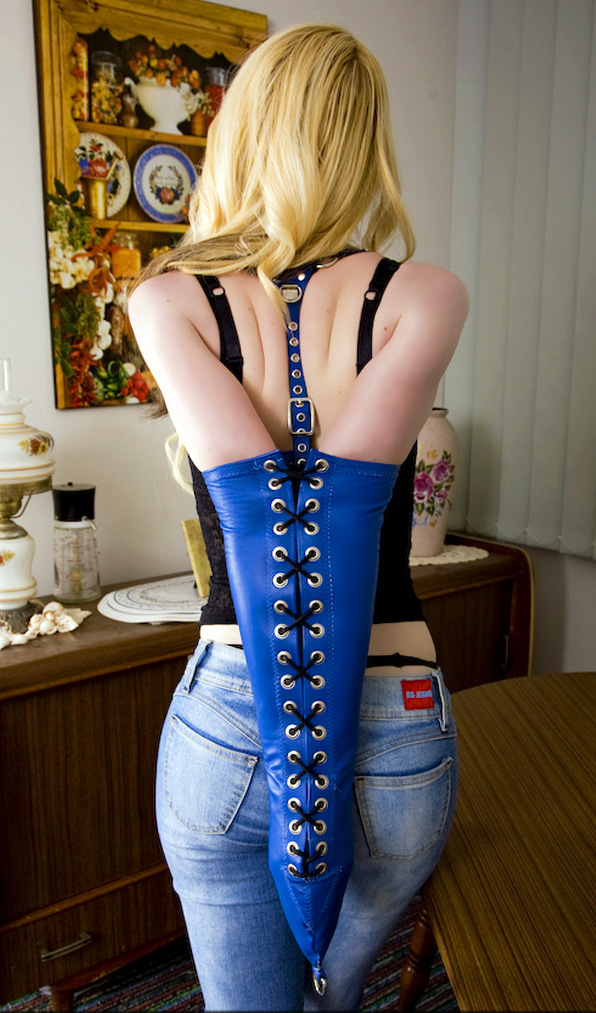
Monohandschuh

Weitere Materialien sind unter anderem Folien und Klebebänder, darunter das speziell für diesen Zweck konzipierte Bondage-Tape, aber auch die aus der Gymnastik bekannten elastischen Bänder. Zu dieser Gruppe gehört im weitesten Sinne auch die Frischhaltefolie, die für Mumifizierung oder Folienbondage verwendet wird.
Aus dem Klinikbereich wurden einige Materialien entlehnt, besonders die Zwangsjacke und ein Gurtsystem, das der Fixierung unruhiger Patienten im Bett dient. Materialien wie selbstklebende Verbände und anderes Verbandmaterial finden meist nur in Verbindung mit dem Gesamtszenario der weißen Erotik Verwendung. Ein weiteres, eher selten verwendetes, Material aus der Krankenhausumgebung sind Gipsbinden.
Zur Bewegungseinschränkung lässt sich aus dem Bereich der Kleidung und Wäsche neben sehr engen Röcken das Korsett verwenden. Die Bewegungsfähigkeit kann auch durch High-Heels, insbesondere durch die extrem hohen Ballett Heels, eingeschränkt werden; diese werden oft mit Vorhängeschlössern an den Füßen fixiert. Darüber hinaus gibt es etliche Kleidungsstücke, die heute überwiegend für Bondage genutzt werden oder dafür entwickelt wurden, beispielsweise den Fesselrock (abgeleitet vom Humpelrock) oder der Monohandschuh. Um ein umfassendes Gefühl des Gefesselt-Seins zu erzeugen, wird unter anderem der Bodybag oder das Vakuumbett verwendet. Neben dem Effekt des vollständigen Umschließens ist das überwiegend verwendete Material Latex für Fetischisten sehr erregend.

### Literatur

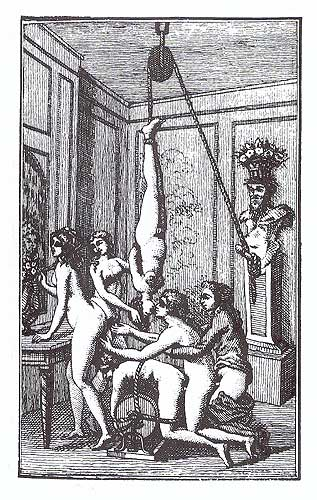
Illustration in Juliette von Marquis de Sade, um 1800

## Bondage in Kunst, Kultur und Medien

### Film
Auch in Produktionen für ein breites Publikum, den Mainstream-Filmen, findet sich das Motiv der erotischen Fesselung, meist in Spielfilmen, die BDSM thematisieren und Bondage als Teil des Spektrums darstellen, beispielsweise in Secretary mit Maggie Gyllenhaal und James Spader oder Undercover Cops, der in Anlehnung an Anne Rice’ Roman Exit to Eden verfilmt wurde (vgl. BDSM in Film und Fernsehen). Aus dem Jahre 1967 stammt der mehrfach ausgezeichnete Film von Luis Buñuel Belle de Jour – Schöne des Tages mit Catherine Deneuve in der Hauptrolle, in dem die BDSM- und vor allem die Bondagephantasien der Protagonistin ein wesentliches Element des Filmes sind und unter anderem verwendet werden, um die bürgerliche Moral in Frage zu stellen.
In den erotischen oder pornografischen Produktionen des sadomasochistischen Genres sind Bondagetechniken gängig. Einer der wenigen Filme aus diesem Bereich, der sich nur mit der Interaktion zwischen aktivem und passivem Partner beschäftigt und in dem keine weiteren sexuellen oder sadomasochistischen Handlungen an der Darstellerin stattfinden, ist der Film Samanthas Situation. Im Sessionfilm The Art of Bondage zeigen Jemina und Matthias T. Grimme unter anderem Solobondage und japanisches Bondage.

### Illustration und Fotografie

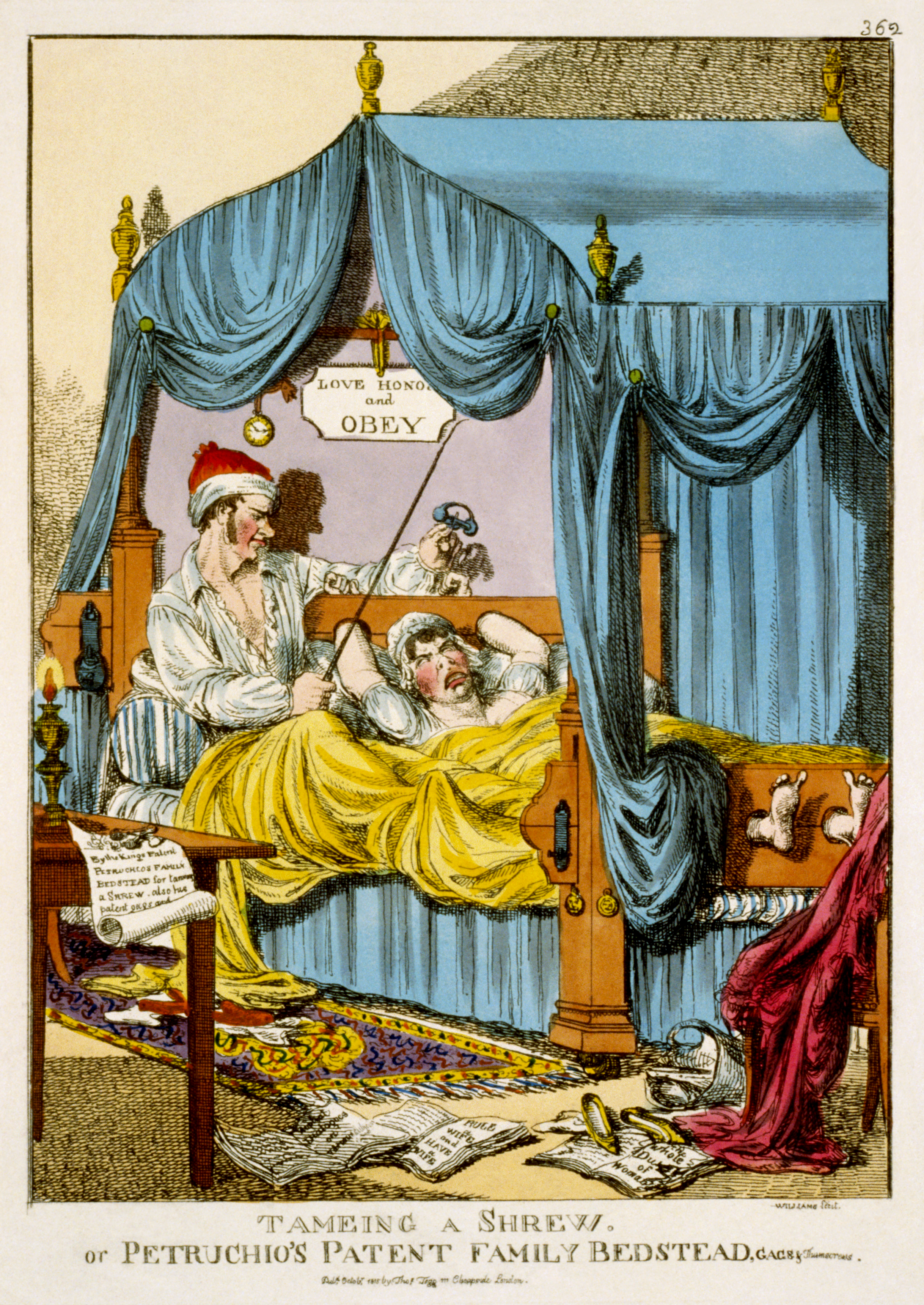
Karikatur: Williams, 1815

Gemälde und Skulpturen gefesselter Menschen sind aus vielen Epochen bekannt, oft in einer erotisierenden oder ästhetischen Darstellung; es fehlt aber der klare Bezug zur sexuellen Praktik. Das zweckorientierte europäische Bondage ist erst ab dem 18. Jahrhundert fester Bestandteil der sadomasochistischen Kunst; frühe Zeichnungen und Buchillustrationen stammen aus dieser Zeit. Im 19. Jahrhundert erschienen teilweise sehr explizite Darstellungen; der Graphiker Marquis Franz von Bayros thematisiert beispielsweise 1912 mit seiner Serie Bilder aus dem Boudoire der Madame CC neben anderen Praktiken Bondage. Aus dem 20. Jahrhundert stammt neben Bettie Page eine der bekanntesten Kultfiguren des BDSM: Sweet Gwendoline. Die Figur wurde von John Willie geschaffen, verfilmt wurde der Comic 1984 von Just Jaeckin als Gwendoline. Das Bild der Damsel in Distress, dem „Fräulein in Nöten“, ist ein vielfach verwendetes künstlerisches Motiv in Zusammenhang mit Bondage, oft als eine festgebundene Frau auf Eisenbahnschienen. Neben zeitgenössischen Zeichnern wie Paul Alazar, Robert K. Bishop, Eric Stanton, Georges Pichard und Rebecca, die auf unterschiedliche Arten Bondage als Einzelmotiv bearbeiten, beschäftigen sich auch Fotografen wie Nobuyoshi Araki, Helmut Newton und Woschofius mit Bondage.
Das asiatische Bondage wird häufig als typische Bleistiftzeichnung in eher düsteren Zusammenhängen von Künstlern wie Shiraishi Hakuzan, Kato Kahoru und Ozuma Yoko ausgeführt. Es gibt einige Fotografen, die sich beinahe ausschließlich mit dem Shibari beschäftigen, beispielsweise David Lawrence, Steven Speliotis oder Van Darkholme, dessen Bildband Male Bondage Fotos von Männern in japanischer Bondage zeigt, eine Ausnahme in diesem Bereich, da überwiegend Frauen in Fesselung dargestellt werden.

### Musik
Das Element Bondage taucht nur selten alleinstehend in Musiktexten auf, allerdings gibt es etliche Verweise in diese Richtung, beispielsweise von Element of Crime im Lied Sperr mich ein die Zeile „Gib mir meine Strafe, hart hab ich es gern. Ich halte still, was immer auch passiert. In Freiheit bin ich garstig gefangen will ich sein. Klein gemacht und gut verschnürt.“ oder von Heinz Rudolf Kunze in dem Lied Pech und Schwefel. „Führ mich in Handschellen nackt über’n Marktplatz. Zieh mir Ringe in die Nase ein. Reit auf mir rückwärts in den Sonnenuntergang. Aber laß mich nicht allein“
Zwei der wenigen Texte, dessen Hauptthema die erotische Fesselung ist, stammen von Die Ärzte, zum einen das Lied Mondo Bondage, zum anderen eine Hommage an John Willies Kultfigur Sweet Sweet Gwendoline, die ebenfalls von Umbra et Imago besungen wurde, die der BDSM-Szene nahestehen.
In einigen Musikvideos und Bühnenshows wird Bondage thematisiert oder angedeutet, meist ebenfalls im Rahmen anderer BDSM-Praktiken oder erotischer Rollenspiele. Beispiele finden sich unter anderem bei Depeche Mode oder Madonna, deren Video zu Express Yourself für weltweites Aufsehen sorgte, indem sie sich in Anlehnung an den Film Metropolis nackt in schweren Ketten auf einem Bett räkelte. Im Musikvideo Sweet about me von Gabriella Cilmi ist die Band mit unterschiedlichen Methoden (Seilen, Klebebändern) gefesselt.
Auch bei einigen Musikstücken und Bands, meist aus dem Independent- oder Alternative-Umfeld, wird der Begriff Bondage als Titel oder Namen verwendet, beispielsweise die schwedische Electro-Punkrockband Bondage Fairies, die französische Punkband Senators in Bondage oder Stücke wie Angels in Bondage von Velvet Acid Christ oder Teenage Enema Nurses In Bondage von Killer Pussy.

### Mode

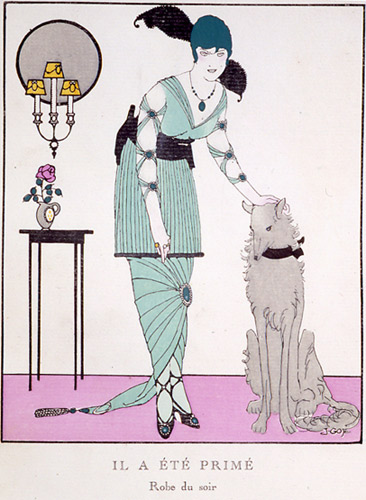
Humpelrock aus einem Modeblatt von 1914

In seiner Winterkollektion 1992 Bondage zeigte Gianni Versace eine von BDSM und vor allem Bondage inspirierte Mode, überwiegend in schwarzem Leder, zum Teil harnessähnlich geschnittene Kleider mit Details wie D-Ringen, Riemen usw. Die Kollektion wurde teilweise kontrovers diskutiert. Abseits vom Mainstream wird Bondagekleidung, beziehungsweise Kleidung mit Bondagebezügen wie Bondagehosen, auch in bestimmten Subkulturen wie dem Punk oder der Gothicszene getragen. Seit den 1990er Jahren werden Korsetts auch außerhalb der BDSM-Szene zunehmend häufiger getragen, Vorbilder sind hier häufig Frauen aus der Musikszene, beispielsweise Cyndi Lauper, die unter anderem Korsetts bei ihren Auftritten trägt.

### Grundlagen BDSM
- Pat Califia: Sinnliche Magie. Ein Leitfaden für abenteuerlustige Paare. Ikoo, Pullenreuth 1995.
- Philip Miller, Molly Devon: Screw the Roses, Send Me the Thorns. The Romance and Sexual Sorcery of Sadomasochism. Mystic Rose Books, Fairfield 1995, ISBN 0-9645960-0-8 (englisch).
- Mass Sadist: B.D.S.M. 4 Dummies. Lulu.com, 2006, ISBN 1-4303-0975-X (englisch).

### Grundlagen Bondage
- Tom Schmitt: Bondage. Ausstieg aus der Selbstkontrolle. Ein Handbuch. MännerschwarmSkript-Verlag, 2002, ISBN 3-935596-07-3.
- Jay Wiseman: Jay Wiseman’s Erotic Bondage Handbook. 2. Auflage. Greenery Press, 2000, ISBN 1-890159-13-1 (englisch).

### Weiterführende Literatur Bondage/Shibari
- Matthias T. J. Grimme: Das Bondage-Handbuch. Anleitung zum einvernehmlichen Fesseln. 9. Auflage. Charon-Verlag, Hamburg 2012, ISBN 978-3-931406-71-4.
- Matthias T. J. Grimme: Japan-Bondage – Bondage-Handbuch Spezial. Charon-Verlag, Hamburg 2011, ISBN 978-3-931406-70-7.
- Midori: The Seductive Art of Japanese Bondage. Greenery Press, San Francisco 2001, ISBN 1-890159-38-7 (englisch).